# Antoni Purtal
Antoni Purtal ps. Szczerba, Janek (ur. 12 czerwca 1895 w folwarku Roskosz w gminie Kąkolewnica w powiecie radzyńskim, zm. 17 marca 1943 w niemieckim obozie koncentracyjnym Auschwitz w Oświęcimiu) – działacz PPS, członek i uczestnik zamachów Pogotowia Bojowego PPS w 1918. Uczestnik I i III powstania śląskiego. Z pierwszego zawodu stolarz. Potem drukarz i dziennikarz. Radny, pracownik samorządowy, członek zarządu miasta i wiceprezydent Łodzi w 1939. Organizator działalności podziemnej PPS-WRN. Więzień obozów koncentracyjnych.

## W podziemnej PPS
Syn robotnika folwarcznego Mateusza i Marii z domu Zajączkowskiej. Ukończył trzyoddziałową szkołę elementarną w Siedlcach. W latach międzywojennych uzupełnił wykształcenie do poziomu wymaganego od łódzkich urzędników. W 1905 przybył wraz z rodzicami do Łodzi, gdzie rozpoczął praktykę stolarską. W tym czasie działał w Towarzystwie Abstynentów „Przyszłość”, a następnie Resursie Rzemieślniczej. W lipcu 1914 otrzymał dyplom czeladniczy i rozpoczął pracę w zakładzie stolarskim Goldberga. Pod koniec 1915 przystąpił wraz z bratem Janem do Polskiej Partii Socjalistycznej.
Początkowo organizował w mieszkaniu rodziców zebrania robotników drzewnych. Na polecenie władz okręgowych PPS, od czerwca 1916 w pałacyku fabrykanta Roberta Schweikerta przy ul. Nowo-Spacerowej (ob. al. Kościuszki 81 – (gdzie jego ojciec był portierem) zorganizował tajną drukarnię PPS. W pracę drukarni zaangażowani byli rodzice Purtala i jego rodzeństwo.
W 1917 wstąpił do Pogotowia Bojowego PPS. Do lipca 1918 był Instruktorem okręgowym (dowódcą) Okręgu Pogotowia Bojowego PPS w Łodzi. Był chorążym sztandaru PPS w czasie demonstracji 1 maja 1917. Demonstracja została zatrzymana przez policję i przerodziła się w pierwszą walkę uliczną PPS z oddziałami niemieckimi. W tym czasie Purtal wraz z bratem uczestniczył w organizowaniu Związku Zawodowego Robotników Przemysłu Drzewnego. Razem zostali wybrani do zarządu związku. Był również współpracownikiem warszawskiego pisma PPS „Jedność Robotnicza” redagowanego przez Feliksa Perla i Mieczysława Niedziałkowskiego.
Pod koniec 1917 na polecenie Okręgowego Komitetu Robotniczego PPS zorganizował większą tajną drukarnię, z uwagi na zwiększające się potrzeby wydawnicze PPS. W grudniu wynajął lokal przy ulicy Pańskiej 77 pod pozorem otwarcia warsztatu stolarskiego. W drukarni, która ruszyła od początku 1918, drukowano organ Łódzkiego Okręgowego Komitetu Robotniczego „Łodzianin” oraz inne pisma PPS i POW. W nocy z 25 na 26 lipca 1918 r. drukarnia została przypadkowo odkryta przez patrol policji niemieckiej. W czasie ucieczki Purtal oraz Jan Andrzejczak „Pawłowski”, zabili w obronie dwóch ścigających ich policjantów. Następnego dnia otrzymali od przewodniczącego OKR PPS Aleksandra Napiórkowskiego fałszywe paszporty. Purtal pod nazwiskiem „Aleksander Zajączkowski” udał się do Warszawy.
W Warszawie przeniesiony został bezpośrednio pod dowództwo komendanta Sztabu Bojowego Pogotowia Bojowego PPS Józefa Korczaka. Na jego polecenie 1 października 1918 r. Antoni Purtal i Czesław Trojanowski dokonali zamachu na dr. Ericha Schultze, naczelnika niemieckiej policji politycznej w Warszawie. Pierwszy strzelał Purtal, powalając komisarza na chodnik, następnie Trojanowski oddał dwa strzały do leżącego. Schultze został zabity. Za swój czyn, w dniu 11 listopada 1921, Antoni Purtal został udekorowany jako pierwszy cywil w II Rzeczypospolitej przez Józefa Piłsudskiego Krzyżem Złotym Orderu Wojennego Virtuti Militari. Po ukończeniu kursu instruktorów bojowych, został w listopadzie skierowany do Lublina.
13 listopada 1918 w trakcie demonstracji PPS na rzecz wsparcia rządu Ignacego Daszyńskiego, obok: Mieczysława Mańkowskiego, Józefa Korczaka, Karola Andersa, Haliny Chełmickiej, Zygmunta Zaremby i Tadeusza Szturm de Sztrema znalazł się w delegacji, która za zgodą Józefa Piłsudskiego zawiesiła czerwony sztandar Pogotowia Bojowego PPS na wieży Zamku Królewskiego w Warszawie.
W listopadzie 1918 wrócił do Łodzi. Został członkiem Milicji Ludowej oraz kierował w jej strukturach sekcją wywiadowczą. W maju rozpoczął pracę w samorządzie. W sierpniu 1919 walczył jako ochotnik w I powstaniu śląskim. W trakcie powstania pojmał w Katowicach i przewiózł przez granicę niemieckiego szpiega Wielowiejskiego.
Brał udział w szkoleniach wojska i PPS ochotników do walk na Śląsku. Według jednej z hipotez Romualda Kaczmarka – w 1920 r. Purtal w ramach Związku Obrońców Ojczyzny służył w I Oddziale Partyzanckim na tyłach armii bolszewickiej w okolicach Grodna.
W 1921 wziął również udział w walkach III powstania śląskiego w ramach dywersyjnej „Grupy Destrukcyjnej Wawelberga”.

## W organizacji łódzkiej PPS
W okresie międzywojennym był członkiem PPS. Przez wiele lat kierował komitetem dzielnicy PPS „Koziny”. Od października 1923 wchodził w skład Okręgowego Komitetu Robotniczego w Łodzi. Od 1927 do 1931 wiceprzewodniczący OKR, w 1931 i w 1933 przejściowo przewodniczący OKR. Od 1926 do 1928 pełnił funkcję zastępcy członka Centralnego Sądu Partyjnego PPS, zaś w latach 1928–1932 był członkiem Rady Naczelnej PPS.
W 1923 współorganizował oddział łódzki Towarzystwa Uniwersytetu Robotniczego. W okresie 1929–1931 był komendantem Milicji PPS. W 1928 był członkiem Komitetu Budowy Domów Robotniczych oraz członkiem, jury konkursowego na projekt domów. Działania te doprowadziły do powstania Osiedla im. Józefa Montwiłła-Mireckiego. Z ramienia PPS był również członkiem zarządu łódzkiej Kasy Chorych od 1924 do 1928.
W 1929 przewodniczył Robotniczemu Towarzystwu Przyjaciół Dzieci w mieście. W tym czasie opublikował w piśmie „Niepodległość” swoje wspomnienia o Pogotowiu Bojowym PPS.

## Działacz samorządowy w Łodzi
Od listopada 1927 radny Rady Miejskiej w Łodzi III kadencji. Pełnił funkcję ławnika (członka zarządu) kierującego wydziałem opieki społecznej. W 1928 r. przewodniczył komisji gospodarczej rady. Reprezentował miasto na zebraniu Związku Miast Polskich w 1929 r. Od grudnia 1929 r. był zastępcą Miejskiego Komitetu Wychowania Fizycznego i Przysposobienia Wojskowego. Od 1930 reprezentował radę w Państwowej Radzie Opieki Społecznej.
Ponownie wybrany do Rady Miejskiej IV kadencji w 1931. Od 1933 pełnił funkcję kierownika w Wydziale Wojskowym, zaś w 1935 powołano go na stanowisko kierownika Wydziału Gospodarczego magistratu. Reprezentował miasto w radach nadzorczych Gazowni Miejskiej oraz był członkiem Zarządu Kolej Elektrycznej Łódzkiej SA. W 1937 reprezentował miasto w zarządzie Giełdy Zbożowo-Towarowej.
8 lutego 1939 po wyborze Jana Kwapińskiego na prezydenta Łodzi, został wraz z Arturem Walczakiem i Arturem Szewczykiem wybrany na funkcję wiceprezydenta miasta. Sprawował nadzór nad wydziałami: oświaty i kultury, opieki społecznej, zdrowia publicznego, gospodarczym, wojskowym. Od marca przewodniczył również Komisji Dyscyplinarnej I instancji.
Przed wybuchem wojny wspólnie z Tadeuszem Sztrum de Sztremem organizował grupy dywersyjne PPS na wypadek wojny.

## Organizator PPS-WRN
Po wybuchu wojny, w pierwszych dniach września 1939 został ewakuowany wraz z całym urzędem na wschód. W Zaleszczykach zrezygnował z przekroczenia granicy i wraz z rodziną przedostał się 22 października do Warszawy. Poszukiwany przez Gestapo, posługiwał się fałszywymi dokumentami – po zmarłym emerycie – na nazwisko „Jan Bogon”. Zapuścił brodę i chodził o lasce.
Od grudnia 1939 kierował okręgiem Warszawa-Podmiejska PPS-WRN oraz kierował okręgiem Gwardii Ludowej WRN.

## Aresztowanie i śmierć

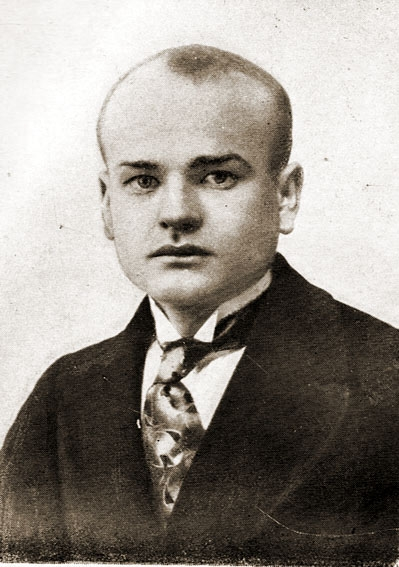
Zdjęcie, na podstawie którego A. Purtal został rozpoznany na Pawiaku.

3 czerwca 1942 został przypadkowo aresztowany w mieszkaniu żony Mariana Malinowskiego. Funkcjonariusze Gestapo z uwagi na brodę, sądzili początkowo, że schwytali Tomasza Arciszewskiego. Został osadzony na Pawiaku i w toku śledztwa rozpoznany jako „od dawna poszukiwany przez łódzkie Gestapo Antoni Purtal”. Do rozpoznania przyczynił się aresztowany działacz łódzkiej PPS i konspiracyjnej organizacji Polscy Socjaliści Henryk Wachowicz.
Denuncjator poradził zgolić brodę Purtalowi i porównać twarz ze zdjęciem zamieszczonym w artykule Purtala w piśmie „Niepodległość”.
17 stycznia 1943 został wywieziony w transporcie do obozu na Majdanku w dużym transporcie ok. 1200 mężczyzn i 311 kobiet. W obozie był ponoć jednym z członków konspiracyjnej grupy samopomocowej PPS. Według Romualda Kaczmarka, 5 maja 1943 przewieziono go do obozu Auschwitz, gdzie utracono z nim kontakt. O jego śmierci dowiedziano się dopiero po wyzwoleniu obozu.
W lutym 1946 r. łódzki dziennikarz, więzień m.in. KL Auschwitz - Mieczysław Jagoszewski opublikował na łamach miejscowego "Expressu Ilustrowanego" obszerny materiał pt. "Jak umierał [w KL Auschwitz] Antoni Purtal, b. wiceprezydent Łodzi, znany działacz socjalistyczny i bojowiec. W porównaniu z danymi podawanymi przez Romualda Kaczmarka i M. Nartonowicz-Kot istnieje zasadnicza rozbieżność chronologiczna w biografii ostatnich miesięcy życia Antoniego Purtala.
Według M. Jagoszewskiego Antoni Purtal do KL Auschwitz został przywieziony w styczniu 1943 r. z obozu na Majdanku i tu zarejestrowany jako stolarz z nr obozowym 104093, co znajduje potwierdzenie w obozowej kartotece zatrudnienia więźniów) (wynikałoby z tego, że Majdanek był w jego przypadku tylko etapem w drodze do KL Auschwitz). W KL Auschwitz podobno od razu został umieszczony na bloku nr 11 (tzw. "bloku śmierci") co według współtowarzyszy obozowych było sygnałem, że miał być tu stracony. Przybył do obozu w złym stanie fizycznym. Dzięki staraniom współwięźniów - Henryka Bartoszewicza i dr Dima udało się go umieścić w szpitalu obozowym pod opiekę dr Bogdana Zakrzewskiego, gdzie odzyskał siły. W dniu 13 marca 1943 r., o godz. 11.00 zjawił się w szpitalu Unterscharführer SS Stibitz, kazał wezwać Purtala a następnie pozbawił go życia przy pomocy dosercowego zastrzyku z fenolu. Według informacji tegoż dziennikarza, Antoni Purtal, domyślając się powodu wezwania, miał powiedzieć na pożegnanie współtowarzyszom niedoli "Pamiętajcie! Szanujcie się i ratujcie jeden drugiego, bo już naprawdę zostało nas tak niewielu...'". Ciało A. Purtala zostało spalone w obozowym krematorium w Birkenau.

## Rodzina
Od 1919 żoną Purtala była Adela z domu Bocheńska (1897–1973), również aktywna działaczka PPS, członkini Okręgowego Wydziału Kobiet PPS i władz RTPD. Mieli dwie córki: Hannę Adelę (1920–1937) i Krystynę Barbarę (1922–2000) uczestniczkę powstania warszawskiego. Obie córki przed 1939 r. należały do Czerwonego Harcerstwa TUR.

## Ordery i odznaczenia
- Krzyż Złoty Orderu Virtuti Militari
- Krzyż Srebrny Orderu Wojskowego Virtuti Militari Nr 4983 (1921)[19]
- Krzyż Niepodległości z Mieczami